# Pelea de perros

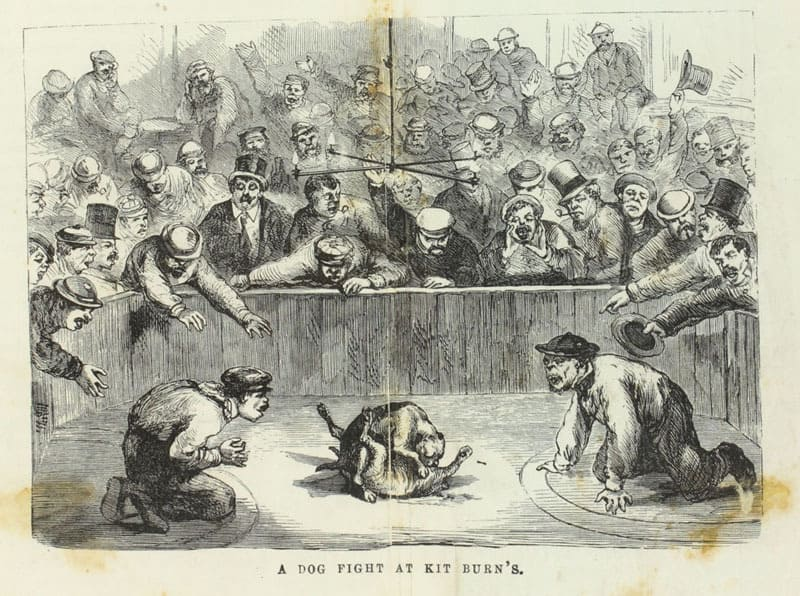
Una pelea de perros (bull and terrier), 1868.

Las peleas de perros son luchas entre dos (o más) perros para el disfrute de los espectadores y con un propósito, el juego. Es un espectáculo donde los perros se muerden y desgarran literalmente la carne mientras los asistentes apuestan por alguno de los animales. Los perros acaban heridos y en ocasiones pueden llegar a perder la vida, razón por la cual las peleas de perros son ilegales en casi todos los países del mundo.

## Orígenes
El origen de las razas de perros es la cría selectiva o selección artificial. Mediante selección de los progenitores, se consigue que aspectos físicos y psicológicos que tengan factores hereditarios se hagan más frecuentes o se fijen en la descendencia. Las razas a su vez pueden cruzarse entre sí apareciendo nuevas combinaciones de comportamientos y aspectos físicos. Uno de los rasgos de comportamiento que pueden atenuarse o potenciarse mediante la cría selectiva es la expresión del comportamiento de lucha y el carácter agresivo, así como aspectos físicos que serían una ventaja en un enfrentamiento. De ese modo, las razas de perros creadas para las peleas frecuentemente son de constitución recia y musculosa y de mandíbula más grande y fuerte que otras razas de perros.[cita requerida]
Asimismo su carácter es dado al enfrentamiento y decidido en el ataque. Los aspectos comportamentales de un perro pueden también potenciarse o atenuarse mediante el adiestramiento.
Las razas como la de American Pitbull Terrier, American Staffordshire Terrier,  Staffordshire Bull Terrier o Bull Terrier fueron generalmente reconocidas como perros para la lucha. Otras razas, incluyendo el Irish terrier, el Bulldog, Kerry Blue Terrier y el Parson Russell Terrier fueron utilizadas para el control de animales y para diversos trabajos de una granja.
La raza de un perro que luchaba estaba basada en una gran apariencia exterior que impusiese miedo a sus rivales, grande, bajo, pesado, con gran capacidad para morder y un ladrido amenazador, además debía poseer una potente musculatura y un fuerte desarrollo de la cabeza. Aparte de estas características físicas también se le añadía una característica psicológica, un fuerte carácter temperamental. La meta es criar un perro que ataque animales pero que sea dócil y cariñoso hacia seres humanos. Todas las razas con un carácter conveniente para la protección de los seres humanos y con capacidad para luchar con animales salvajes pueden ser consideradas para las peleas de perros.
Actualmente los criadores que desean que estas razas se utilicen como animales domésticos han tenido que intentar acabar con su temperamento agresivo utilizando la cría selectiva para atenuar su aparición.

## Historia
Antiguamente, los perros de pelea eran usados para pelear contra toros. Al toro se le arrojaba agua hirviendo en las orejas para hacerlo más violento y se le enfrentaba a los perros para ver cuánto podían aguantar colgados de alguna parte del toro. Cuando peleaban contra osos, a estos se les cortaban las garras y los dientes, y el cuerpo del perro se protegía con una especie de armadura.
Estos perros también eran utilizados para trabajar en las minas, ya que su gran fuerza y pequeño tamaño eran perfectos para jalar carretas.
Las peleas de perros han sido documentadas en la historia de muchas y diferentes culturas y se supone que han existido desde el comienzo de la domesticación de animales. Muchas razas han sido adiestradas y seleccionadas específicamente en fuerza, actitud y aspectos psicológicos que les hacían los mejores perros para la lucha.

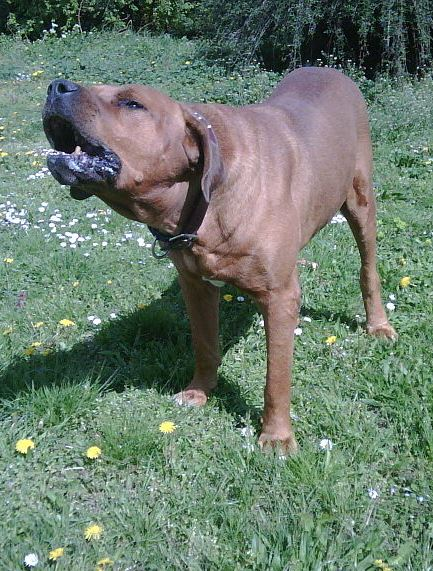
Tosa Inu

Los historiadores especulan que la migración humana a gran escala, el desarrollo del comercio y los regalos entre las cortes reales de valiosos perros de pelea facilitaron la extensión de razas de perro luchadoras. En muchas campañas militares se utilizaron perros.
Los espectáculos sangrientos que incluyen el enfrentamiento entre animales han ocurrido desde la antigüedad. Los más famosos ocurrieron en el Coliseo de Roma durante el Imperio Romano. Durante más de seiscientos años continuaron, alcanzando su apogeo en el siglo XVI, y los diferentes tipos de animales empleados permitieron el desarrollo de las razas y las formas anatómicas básicas de perros que vemos ahora en la actualidad.
Las peleas de perros han sido populares en muchos países y aún se práctica ilegalmente o legal en muchos países subdesarrollados.

## Impacto social
En el siglo XXI, la práctica de esta actividad se ha convertido en una actividad ilegal y rechazada en la mayoría de los países civilizados en los que se castiga como una falta leve (pago de una multa) o como falta grave (delito de cárcel). En España y desde la reforma del Código Penal que entró en vigor el 1 de julio de 2015, en su artículo 337, se sanciona con pena de prisión a quien maltrate a perros, incluso llegando a la muerte del animal, por lo que se encuadraría perfectamente en ese tipo penal este espectáculo de hacerlos pelear a cambio de fuertes apuestas económicas. [cita requerida]

### Bienestar y derechos del animal
Desde el punto de vista del bienestar animal, las peleas de perros son la causa más seria de abuso animal, no solo por la violencia de la que hacen muestra los animales durante el combate sino también porque los animales resultan malheridos y pierden frecuentemente la vida.
Algunos estudios han sacado en conclusión que cuanto más sufre el perro, más resistente llega a ser, y por tanto mejor luchador. Esta idea y el tratamiento forzado que sufrían los perros está en claro contraste con los valores públicos que prevalecen en muchas sociedades modernas.
Además del tratamiento que un perro recibe cuando tiene potencial como luchador, y las propias luchas, cuando estos perros se consideran que ya no valen para los encuentros acaban siendo abandonados, estrangulados, tiroteados o electrocutados.

### Mascotas robadas y animales de cebo
En ocasiones la lucha entre animales no está igualada, animales más débiles son utilizados únicamente para probar el instinto de lucha de un perro con fuertes características físicas. 
Frecuentemente los animales utilizados para este propósito son mascotas robadas; esto se hace para que un perro que está comenzando a ser entrenado no sufra daños al enfrentarse a perros que ya están completamente desarrollados y así poder completar el entrenamiento del perro.
National Geographic apunta que no hay datos estadísticos del número de animales que son capturados y empleados como cebos en rings. Patricia Wagner cabeza de la National Illegal Animal Fighting Task Force (Fuerza Nacional Contra la Lucha Ilegal de Animales) de Estados Unidos dijo: "Yo pienso que todos los países tienen un problema con esto, lo sepan o no".

### Actividades criminales
Durante muchos años, incluso después de estar fuera de la ley, las luchas de perro han sido consideradas una actividad aislada dentro del bienestar animal y fueron ignoradas, negadas o desatendidas por las agencias de la aplicación de la ley. 
Las autoridades, como la policía, se muestran aterradas constantemente por las atrocidades que encuentran antes, durante y después del combate. Además, la influencia de estas atrocidades da lugar a que los niños que viven en estas zonas, generalmente marginales, se vean expuestos a la violencia y acaben viendo estos enfrentamientos como algo normal y que hay que perpetuar dentro de su comunidad.

## Legislaciones

### México
En México, las peleas de perros están prohibidas en todo el país. La Ley mexicana establece que es un delito organizar o participar en peleas de perros.
Las personas que organizan o participan en peleas de perros pueden ser sancionadas con penas de prisión de seis meses a dos años y multas de hasta 700 días de salario mínimo.